# Riera de Tossa
La riera de Tossa és un curs d'aigua al municipi de Tossa de Mar (Selva). És una típica riera mediterrània, de curt recorregut i de cabals molt variables al llarg de l'any, podent arribar al seu assecatge total en els mesos d'estiu. Neix al Collet de Terra Negra, prenent en aquest primer tram, el nom de riera de Terra Negra. Travessa el conjunt de muntanyes de la serralada litoral, el massís d'Ardenya, seguint la direcció NW-SE, recollint les aigües de torrents com el dels Moros o Viver, de Montllort, de Sant Benet, d'Aiguafina. Desemboca a la mar Mediterrània, a l'indret conegut com es Racó, al marge sud de la Platja Gran de Tossa de Mar.
Històricament, les captacions en l'aqüífer de la riera havien resultat suficients per proveir d'aigua al petit municipi que Tossa havia estat fins aquell moment. Però amb l'arribada del turisme, als anys 1970, es va haver de portar aigua de la conca de la Tordera per a cobrir l'abastament urbà.
El 1997 es va construir el Parc de sa Riera, a uns 500 m de la població, en un terreny degradat utilitzat com abocador de terres i runes. Es va restaurar el terreny fent una zona arbrada amb vegetació de ribera i una bassa amb vegetació d'aiguamoll. Es reutilitza aigua regenerada de la depuradora municipal per regar el parc i subministrar aigua a la bassa.